# Michele Ferraiolo
Michele Ferrajolo, o anche Ferraiolo (Acerra, 14 ottobre 1886 – Mondragone, 9 settembre 1943), è stato un patriota e militare italiano, insignito della medaglia d'oro al valor militare alla memoria neo corso della seconda guerra mondiale.

## Biografia
Nacque ad Acerra il 14 ottobre 1886, figlio di Salvatore e Maria Luisa Riemma. Compiuti gli studi classici presso il liceo "Cirillo" di Acerra nel novembre 1907 si arruolò nel Regio Esercito iniziando a frequentare la Regia Accademia Militare di Fanteria e Cavalleria di Modena, uscendone nel settembre 1910 con il grado di sottotenente in servizio permanente effettivo, assegnato all'arma di fanteria in forza al 63º Reggimento fanteria. Combatté in Libia durante la guerra italo-turca meritandosi una medaglia di bronzo al valor militare a Sciara Zauiet.
Dopo l'entrata in guerra del Regno d'Italia, avvenuta il 24 maggio 1915, con il grado di tenente del 152º Reggimento fanteria della Brigata "Sassari" fu poi promosso capitano prestando servizio nel 257º Reggimento fanteria. A partire da 15 novembre 1917, con il grado di maggiore, ricoprì l'incarico di comandante del III battaglione del 21º Reggimento fanteria della Brigata Cremona distinguendosi in combattimento nel 1918 sul Monte Grappa.
Dopo la fine dal conflitto prestò servizio nel 64º Reggimento fanteria, dove divenne tenente colonnello nel 1927. A partire dal marzo 1931 divenne insegnante presso la Scuola allievi sottufficiali di Casagiove, passando, nel 1935, in servizio presso il Comando territoriale di Napoli. Fu promosso al grado di colonnello il 1 gennaio 1940. Dopo l'entrata in guerra dell'Italia, il 10 giugno 1940, ricoprì l'incarico di Capo ufficio presso il Comando della Zona Militare di Napoli. Collocato in posizione di riserva nel gennaio 1943, alla proclamazione dell'armistizio dell'8 settembre, si oppose fermamente alla richiesta di resa incondizionata postagli dalle forze tedesche e morì in combattimento a Mondragone, sede del comando del 16º Reggimento costiero schierato nel settore di Villa Literno, il giorno 9 dello stesso mese. Fu decorato con la Medaglia d'argento al valor militare, successivamente tramutata in Medaglia d'oro alla memoria. A partire dal 19 aprile 1944 il suo corpo riposa nella cappella di famiglia, nel cimitero del comune di Acerra.
Il 25 aprile 2022 il Presidente della Repubblica Sergio Mattarella, intervenendo in occasione della festa della Liberazione ad Acerra, così lo ricordava: «Un vostro eroico concittadino, nato qui ad Acerra, Medaglia d’oro al valore militare, il Colonnello Michele Ferrajolo, di stanza a Mondragone, rifiutò sdegnosamente il 9 settembre di consegnare le armi ai tedeschi, incitando i suoi soldati alla resistenza. A chi, tra i suoi, gli propose di arrendersi per aver salva la vita, rispose: “Non si vergogna di parlarmi così? Qui è in gioco l’onore della Patria”. Fu ucciso da una raffica di mitra. Morì, tra i primissimi, per amore della Patria, quella che il fascismo aveva tradito e umiliato, imponendo la dittatura, la repressione, la guerra a fianco di Hitler. In quel momento, il più duro e decisivo, la parola Patria riacquistava agli occhi di tanti italiani il suo significato più limpido e più autentico.»
La sua città di origine, Acerra, gli ha dedicato un complesso scolastico statale, una via e un busto di gesso in piazza Russo Spena

### Annotazioni
1. ↑  Lasciava la moglie Vincenza Strazzullo e la sorella Anna.

### Fonti
1. ↑  Gruppo Medaglie d'Oro al Valore Militare 1965, p. 291.
2. 1 2  Il Nastro Azzurro n.1, gennaio-febbraio 2013, p. 8.
3. 1 2 3 4 5  Combattenti Liberazione.
4. 1 2 3 4  Comune di Acerra.
5. ↑  Gobetti 2007, p. 100.
6. ↑  Sergio Mattarella 25 aprile, cerimonia della Liberazione, Acerra 2022
7. ↑   FERRAIOLO Michele, su quirinale.it. URL consultato il 1º settembre 2010.
8. ↑  Registrato alla Corte dei conti lì 12 gennaio 1949,  Esercito registro n. 1, foglio 330.